# Ignatus
Ignatus, de son vrai nom Jérôme Rousseaux, est un auteur-compositeur-interprète français né le 18 janvier 1960 à Paris.

## Carrière
Après avoir étudié le piano classique puis le jazz, Ignatus commence sa carrière professionnelle à la fin des années 1980 en tant qu'auteur-chanteur du duo Les Objets, qu'il constitue avec Olivier Libaux. Après la séparation du groupe, il se choisit le pseudonyme "Ignatus" en s'inspirant du héros du livre La conjuration des imbéciles de John Kennedy Toole et fait des concerts seul à la guitare et avec un clavier relié à un échantillonneur. Il auto-produit un CD 4 titres "Seul" et monte son label, Ignatub, en 1997, pour sortir son premier album "L'air est différent". 
En 1998, Ignatub signe un contrat de licence avec Atmosphériques pour 3 albums.
En 2002, il produit sur son label Ignatub l'album de Jean-Luc Le Ténia : "le meilleur chanteur français du monde" et commence une activité régulière d'animateur d'ateliers d'écriture.
En 2005 il commence une activité de conférencier sur les musiques actuelles en partenariat notamment avec Les Transmusicales de Rennes.
En 2012, il coécrit deux titres sur l'album de Pauline Croze Le Prix de l'Eden (sorti le 22/10/2012 chez Cinq/7 - Wagram) : Le prix de l'Eden (paroles de Pauline Croze & Ignatus ; musique de Pauline Croze) et Ma rétine (paroles de Pauline Croze & Ignatus ; musique de Pauline Croze).
En 2014, il produit avec les Frères Makouaya, musiciens traditionnels du Congo, l'album "Et comment vous faites chez vous", du nom du spectacle qu'ils ont monté ensemble.
En 2015, il monte le projet [e.pok] avec Nicolas Losson (musique électro-acoustique), Hervé Le Dorlot (guitare) et Jérôme Clermont (vidéos) : "Une performance aux frontières de la musique expérimentale, de la chanson et de l’art-vidéo". Un enregistrement studio de neuf chansons issues du projet [e.pok] est publié dans l'album du même nom en 2017 (ffff Télérama et Coup de Cœur chanson 2018 de l’Académie Charles Cros.).
Ont participé à ses albums :
- Matthieu Ballet (réalisation)
- Albin de la Simone (claviers, arrangements)
- Yan Péchin (guitare)
- Joseph Racaille (arrangements)
- Simon Mary (contrebasse, arrangements)
- Jérôme Bensoussan (arrangements, trompette, clarinette...)
- Michel Schick (arrangements, clarinette, saxophone...)
- Philippe Entressangle (batterie)
- Mirwais (mixage)
- Mark Eitzel (guitare)
- Arielle (chanteuse)
- Mayra Andrade (chanteuse)

## Discographie

### Comme auteur compositeur interprète
- L’air est différent (Ignatub 1997, Ignatub/Atmosphériques 1998)
- Le Physique (Ignatub/Atmosphériques, 2000)
- Cœur de bœuf dans un corps de nouille (Ignatub/Atmosphériques, 2004)
- Je remercie le hasard qui (Ignatub 2009)
- Et comment vous faites chez vous ? avec les frères Makouaya (Ignatub/Victor Mélodie, 2014)
- [e.pok] (Ignatub/Differ-Ant 2017)

### Comme auteur-interprète
- Les Objets "La normalité" (Columbia, 1991)
- Les Objets "Qui est qui ?" (Columbia, 1994)

### Comme interprète
- Ignatus chante Le Ténia (Ignatub, 2023)

### Comme réalisateur
- Fabienne Pralon - C. O. D. (2003)
- Lou-Ysar - Lou-Ysar (2008)
- Anaïs Kaël - Tête de mule (2010)
- Lili Cros & Thierry Chazelle - Voyager léger (2011)
- Sophie Rockwell - Suite Poèmes (2021)
- Fabienne Pralon - J'apprends (2022)

### Participation
- 1998 : Comme un seul Homme -  Pour que la mémoire du vent retienne nos chansons duo avec Pierre Barouh
- 2002 : Cuisine non-stop - La Politique, compilation de chansons françaises sur le label de David Byrne ”Luaka Bop”
- 2022 : Le Mélomane Malin - Skinhead, compilation en hommage à Matthieu Ballet
- 2023 : La Bande à Gaston - Blues en fin du monde, reprises de Nino Ferrer